# Bacchisa atritarsis
Bacchisa atritarsis är en skalbaggsart som först beskrevs av Maurice Pic 1912.  Bacchisa atritarsis ingår i släktet Bacchisa och familjen långhorningar.
Artens utbredningsområde är Taiwan. Inga underarter finns listade.